# Fuentepelayo (kommunhuvudort)
Fuentepelayo är en kommunhuvudort i Spanien.   Den ligger i provinsen Provincia de Segovia och regionen Kastilien och Leon, i den centrala delen av landet, 100 km norr om huvudstaden Madrid. Fuentepelayo ligger 869 meter över havet och antalet invånare är 979.
Terrängen runt Fuentepelayo är platt, och sluttar västerut. Runt Fuentepelayo är det glesbefolkat, med 20 invånare per kvadratkilometer. Närmaste större samhälle är Carbonero el Mayor, 13,4 km sydväst om Fuentepelayo. Trakten runt Fuentepelayo består till största delen av jordbruksmark.